# Оніс
Оніс (ісп. Onís) — муніципалітет в Іспанії, у складі автономної спільноти Астурія. Населення — 803 осіб (2009).
Муніципалітет розташований на відстані близько 340 км на північ від Мадрида, 70 км на схід від Ов'єдо.
Муніципалітет складається з таких паррокій: Бобія, Ла-Робельяда, Бенія-де-Оніс.

## Демографія
Динаміка населення (INE ):

## Галерея зображень

Розташування муніципалітету